# 栄冠は君に2004〜甲子園の鼓動〜
栄冠は君に2004〜甲子園の鼓動〜（えいかんはきみに2004〜こうしえんのこどう〜）は、2004年7月15日にアートディンクから発売された栄冠は君にシリーズ第8作。PlayStation 2で発売された。

## 概要
データやインターフェイスなどが強化されており、栄冠は君に2002〜甲子園の鼓動〜の強化版と言える。